# 羅曼史 (1999年電影)
《羅曼史》（法語：Romance）是一部1999年法國藝術電影，由凯瑟琳·布雷亚編劇和導演。該片由卡洛琳·杜西、洛可·希佛帝、賽格摩·史帝夫諾和佛罕索瓦·貝蘭主演。這部電影以露骨的性交場景為特色，尤其是杜西與希佛帝性交的場景。《羅曼史》是幾部以露骨、真实性爱為特色的藝術電影之一，其他電影還有《棕兔》（2003）、《情慾九歌》（2004）和《安娜情慾史》（2005）。

## 剧情
瑪麗是學校的一名老師，與保羅（Paul）處於戀愛關係，但保羅對性活動相對缺乏興趣，让她感到失望。一天早上，瑪麗開車去一家酒吧，在那裡她遇到了保羅（Paolo）。兩人後來發生了性關係。
有一天，校長羅伯托帶瑪麗來到她家。兩人開始進行BDSM，最后瑪麗要求他停止，不过她承認想像過被束縛的感覺，並暗示她喜歡被塞住嘴。回家路上，一名男子在樓梯上強行與瑪麗發生性關係；當保羅（Paul）回來時，他就離開了，但保羅沒有看到她。
與羅伯托會面後回到家後，保羅（Paul）表現出了對性的興趣，並意外地使瑪麗懷孕了。在一次檢查中醫生透露了嬰兒的性別後，两人幾個月來第一次發生性行為，但也是最后一次。
在酒吧度過了一個不愉快的夜晚後，瑪麗醒來即將臨產，但保羅（Paul）卻感到昏睡不醒。她沮喪地打開煤氣門離開，羅伯托開車送她去醫院。她顺利生下了孩子，正如所料，保羅在瓦斯爆炸中死亡。當他的棺材被放入地下時，瑪麗懷抱着嬰兒從遠處看著。

## 演员
- 卡洛琳·杜西（英语：Caroline Ducey） 饰 玛丽
- 賽格摩·史帝夫諾（英语：Sagamore Stévenin） 饰 保罗（Paul）
- 佛罕索瓦·貝蘭（英语：François Berléand） 饰 罗伯托
- 洛可·希佛帝 饰 保罗（Paolo）
- 阿什利·旺寧熱 饰 阿什利
- 艾瑪·寇伯蒂 饰 夏洛特
- 法比安·德若马龙 饰 克洛德